# Ženski fudbalski klub Crvena zvezda
Lo Ženski Fudbalski Klub Crvena zvezda, o più semplicemente ŽFK Crvena zvezda (in cirillico serbo: Женски Фудбалски Клуб Црвена звезда), meglio nota in Italia come Stella Rossa Belgrado o Stella Rossa, è una squadra di calcio serba, sezione di calcio femminile della società polisportiva Sportsko Društvo Crvena zvezda con sede nella capitale Belgrado. La squadra milita in Superliga, massimo livello del campionato serbo.

## Palmarès
- Campionato serbo: 1

2023-2024
- Coppa di Serbia femminile: 2

2017-2018, 2023-2024

### Altri piazzamenti
- Campionato serbo:

Secondo posto: 2011-2012, 2014-2015, 2016-2017, 2017-2018
Terzo posto: 2013-2014, 2015-2016
- Finalista di Coppa di Serbia

2011-2012, 2014-2015, 2018-2019

## Organico

### Rosa 2019-2020
| N. |                   | Ruolo | Calciatrice       |
| -- | ----------------- | ----- | ----------------- |
| 1  | Serbia (bandiera) | P     | Sandra Milojević  |
| 2  | Serbia (bandiera) | D     | Nada Živanović    |
| 3  | Serbia (bandiera) | D     | Jovana Stojanović |
| 4  | Serbia (bandiera) | D     | Tijana Đuriček    |
| 5  | Serbia (bandiera) | C     | Ivana Bobić       |
| 6  | Serbia (bandiera) | C     | Andrijana Trišić  |
| 7  | Serbia (bandiera) | A     | Kristina Pantelić |
| 8  | Serbia (bandiera) | D     | Ivana Erac        |
| 9  | Serbia (bandiera) | C     | Dina Blagojević   |

| N. |                   | Ruolo | Calciatrice        |
| -- | ----------------- | ----- | ------------------ |
| 10 | Serbia (bandiera) | C     | Tijana Matić       |
| 11 | Serbia (bandiera) | A     | Tijana Đorđević    |
| 12 | Serbia (bandiera) | P     | Marina Petković    |
| 13 | Serbia (bandiera) | A     | Katarina Elenkov   |
| 15 | Serbia (bandiera) | C     | Jovana Aranđelović |
| 16 | Serbia (bandiera) | D     | Jovana Rakić       |
| 20 | Serbia (bandiera) | C     | Katarina Đorđević  |
| 22 | Serbia (bandiera) | P     | Jovana Ivanović    |
| 31 | Serbia (bandiera) | P     | Tanja Đapić        |